# 明治通り (東京都)

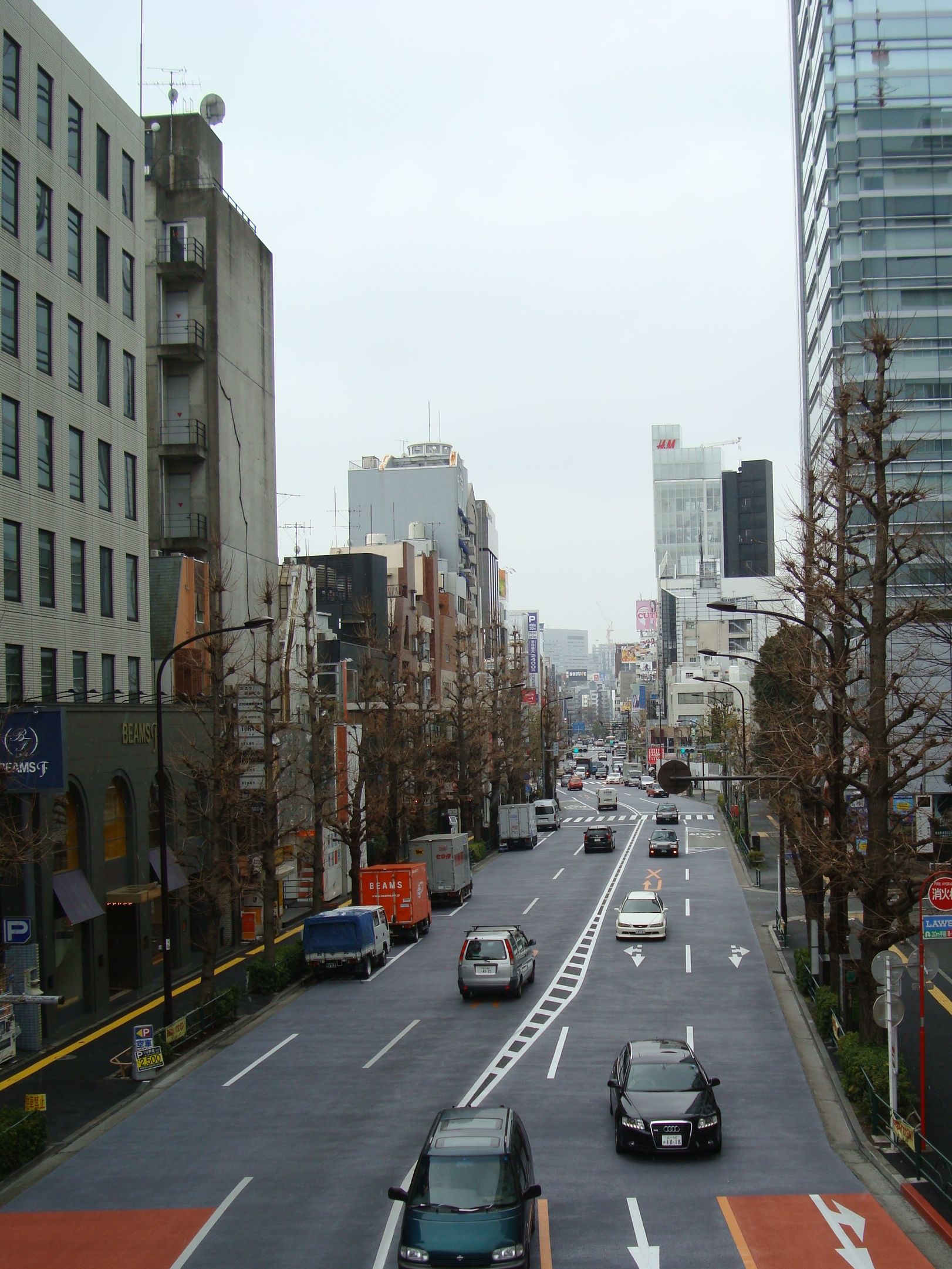
明治通り（原宿付近）

明治通り（めいじどおり）は、東京都港区南麻布二丁目から、渋谷区、新宿区、豊島区、北区、荒川区、台東区、墨田区を経由して江東区夢の島に至る総延長約33.3kmの道路の通称である。

## 概要
1923年（大正12年）の関東大震災後の復興のため、1927年（昭和2年）の都市計画に基づき、東京初の環状道路となる「環状5号線」として整備された。明治通りの山の手を走る区間のうち、渋谷駅付近から現在の神宮前交差点（渋谷区神宮前）に至る部分は、渋谷川に沿う古道を整備するかたちで1928年（昭和3年）に完成、また、神宮前交差点から新宿に至る部分の完成は1930年（昭和5年）であった。東京の環状道路として最初に整備された明治通り（環状5号線）は、都市計画に基づく道路整備中に太平洋戦争が始まったため、整備が一時棚上げ状態となったが、終戦後は復興のため区画整備と一体となって再開された。
渋谷駅前の国道246号との交差点には1968年（昭和43年）、『マンモス歩道橋』と呼ばれる長大な歩道橋が、首都高速3号渋谷線の高架をくぐる形で完成した。
当初は環状5号線として計画・建設された明治通りであったが、2002年（平成14年）12月1日現在の都市計画道路としては、荒川区宮地から西側の一部のみが環状第5号線として登録されている。その他、次の区間でそれぞれその全部または一部を構成する。
- 古川橋 - 天現寺橋（外苑西通り交点）：補8
- 千駄ヶ谷4・5丁目附近 - 新宿六丁目（新宿パークホテル前）：環5ノ1支1
- 天現寺橋 - 千駄ヶ谷4・5丁目附近、新宿六丁目 - 千登世橋、池袋六又陸橋 - 飛鳥山 ：環5ノ1
- 千登世橋 - 池袋六又陸橋：補171
- 飛鳥山 - 王子駅前：放10
- 王子駅前 - 溝田橋：補88
- 溝田橋 - 宮地：環5ノ2
- 宮地 - 小村井（丸八通り交点）：環4
- 小村井 - 夢の島：補116

（放○=放射第○号線、環○=環状第○号線、補○=補助線街路○号線）
2008年（平成20年）には、渋谷 - 雑司が谷間の地下に東京地下鉄副都心線が開通したが、その工事に併せて明治通り一部区間の拡幅も実施された。

## 正式名称
道路法に基づく路線名は以下のようになっている。
| 東京都道416号標識 | 東京都道305号標識 | 国道122号標識 | 東京都道501号標識 | 東京都道306号標識 |

古川橋

　　| 東京都道416号古川橋二子玉川線

渋谷橋

　　| 東京都道305号芝新宿王子線

西巣鴨

　　| 国道122号

王子駅前

　　| 東京都道・千葉県道501号王子金町市川線

溝田橋

　　| 東京都道306号王子千住夢の島線

夢の島

## 経路
明治通りは、以下の経路を持つ。

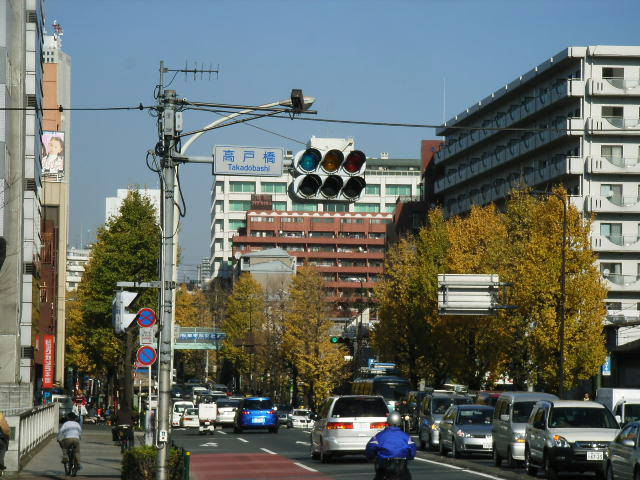
高戸橋交差点（北方向）

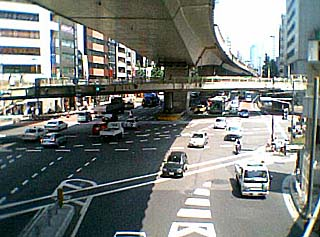
国道246号と交差する渋谷駅東口交差点（マンモス歩道橋）

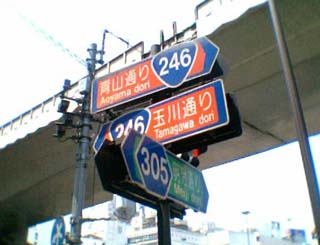
渋谷駅東口交差点の道路標示

長距離にわたる路線なので、北区を境にして、西側区間と東側区間に分けて説明する。
西側区間
北から
溝田橋 日産通り

　　|

王子駅前 国道122号（北本通り）

　　|

飛鳥山 本郷通り

　　|

西巣鴨 国道17号（白山通り、中山道）

　　|

上池袋 東京都道436号小石川西巣鴨線（宮仲公園通り（旧名称「癌研通り」））

　　|

池袋六又陸橋 国道254号（春日通り、川越街道）

　　|

千登世橋 目白通り

　　|

高戸橋 新目白通り

　　|

馬場口 早稲田通り

　　|

諏訪町 諏訪通り

　　|

大久保二丁目 大久保通り

　　|

新宿七丁目 東京都道302号新宿両国線（職安通り）

　　|

新宿五丁目 東京都道5号新宿青梅線・東京都道302号新宿両国線（靖国通り）

　　|

新宿三丁目 新宿区道（新宿通り）

　　|

新宿四丁目 国道20号（甲州街道）

　　|

神宮前 東京都道413号赤坂杉並線（表参道）

　　|

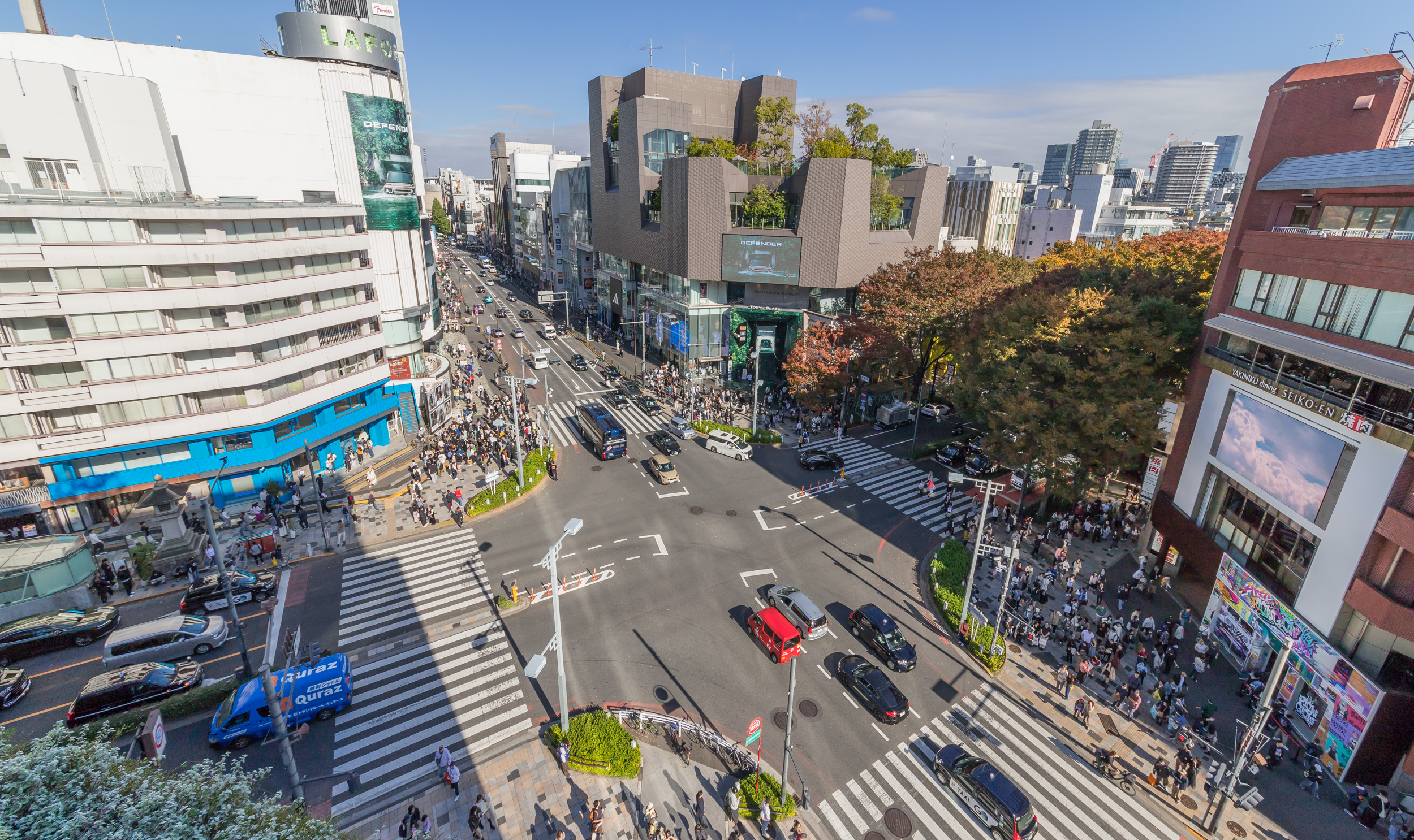
神宮前交差点

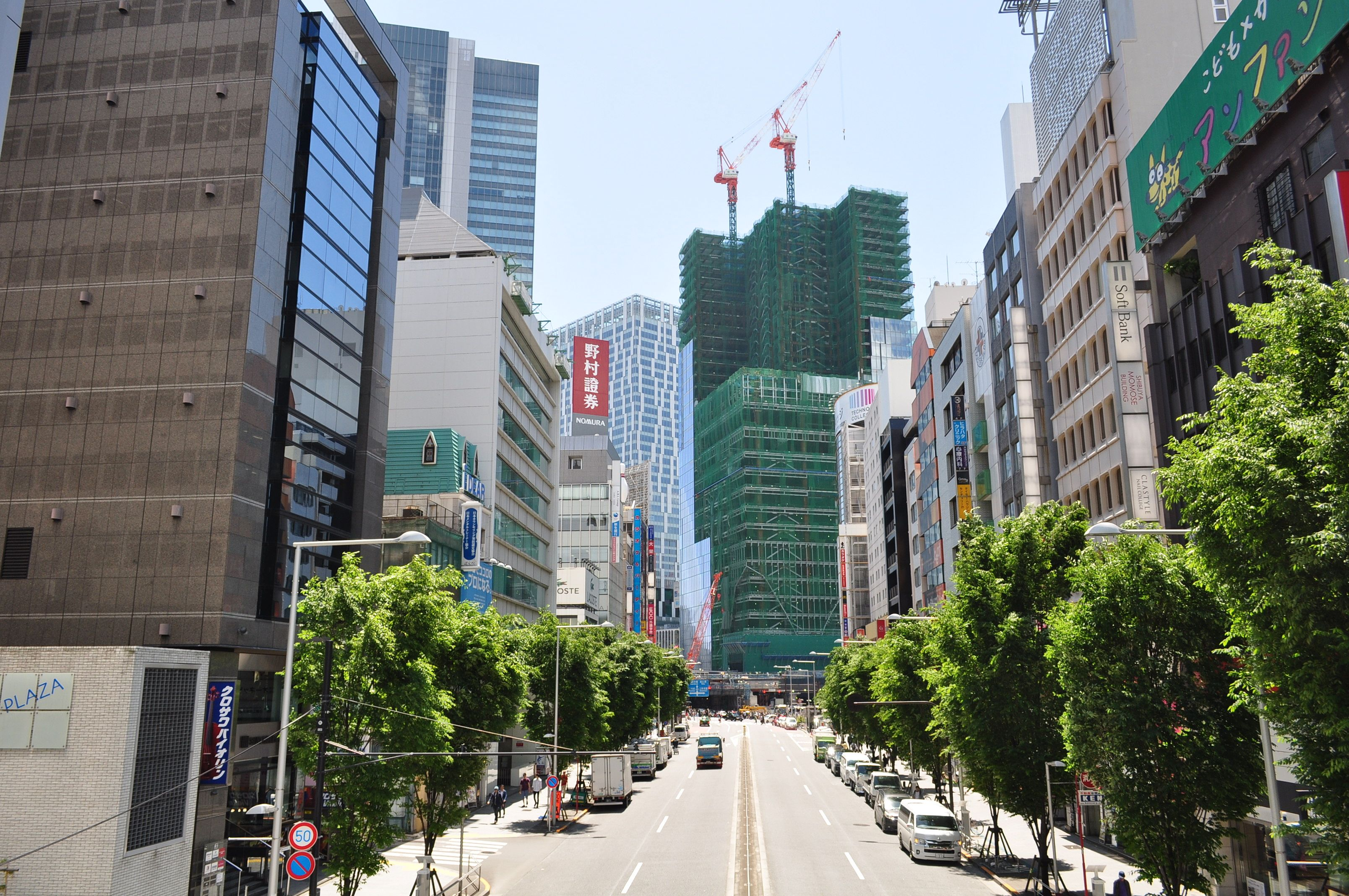
宮下公園交差点より渋谷駅方面を見る（2018年5月4日撮影）

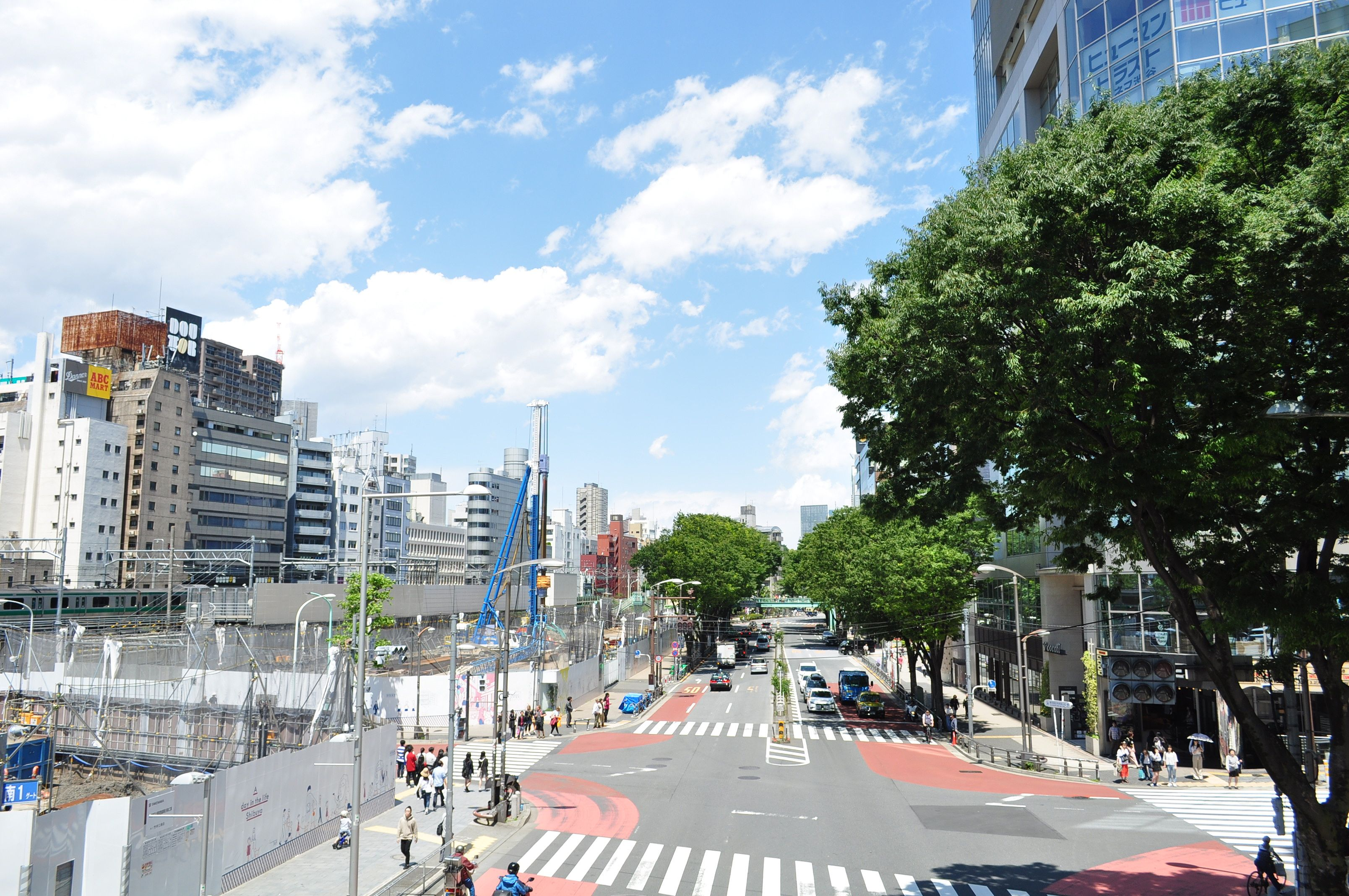
宮下公園交差点より明治神宮前方面を見る（2018年5月4日撮影）

渋谷駅東口 国道246号（青山通り、玉川通り）

　　|

渋谷橋 東京都道416号古川橋二子玉川線（駒沢通り）

　　|

天現寺橋 東京都道418号北品川四谷線（外苑西通り）

　　|

古川橋 東京都道415号高輪麻布線（放射1号線）

東側区間
北から
溝田橋 日産通り

　　| （環状5の2号線）

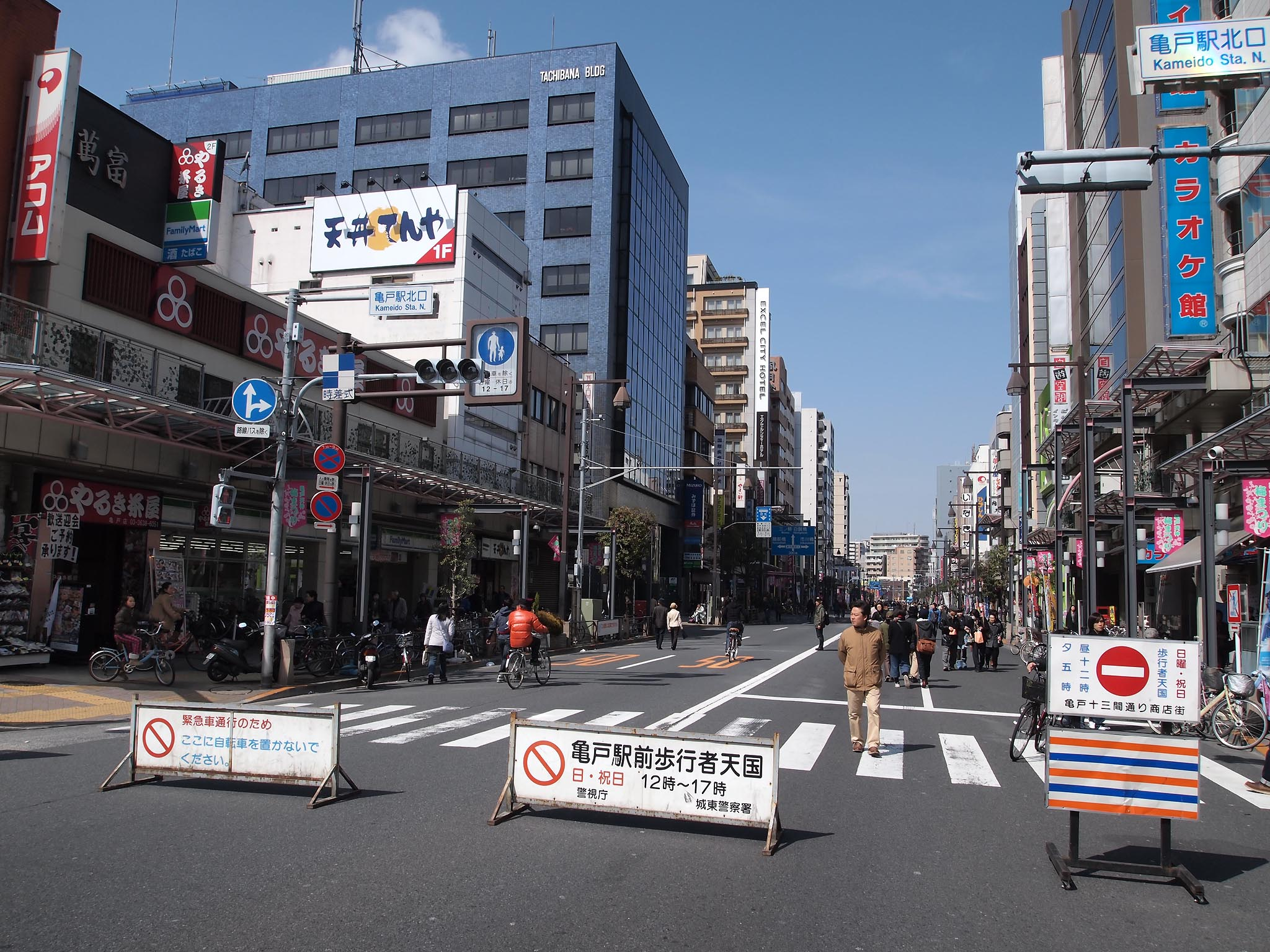
亀戸駅付近（江東区亀戸）
日曜日の歩行者天国実施時

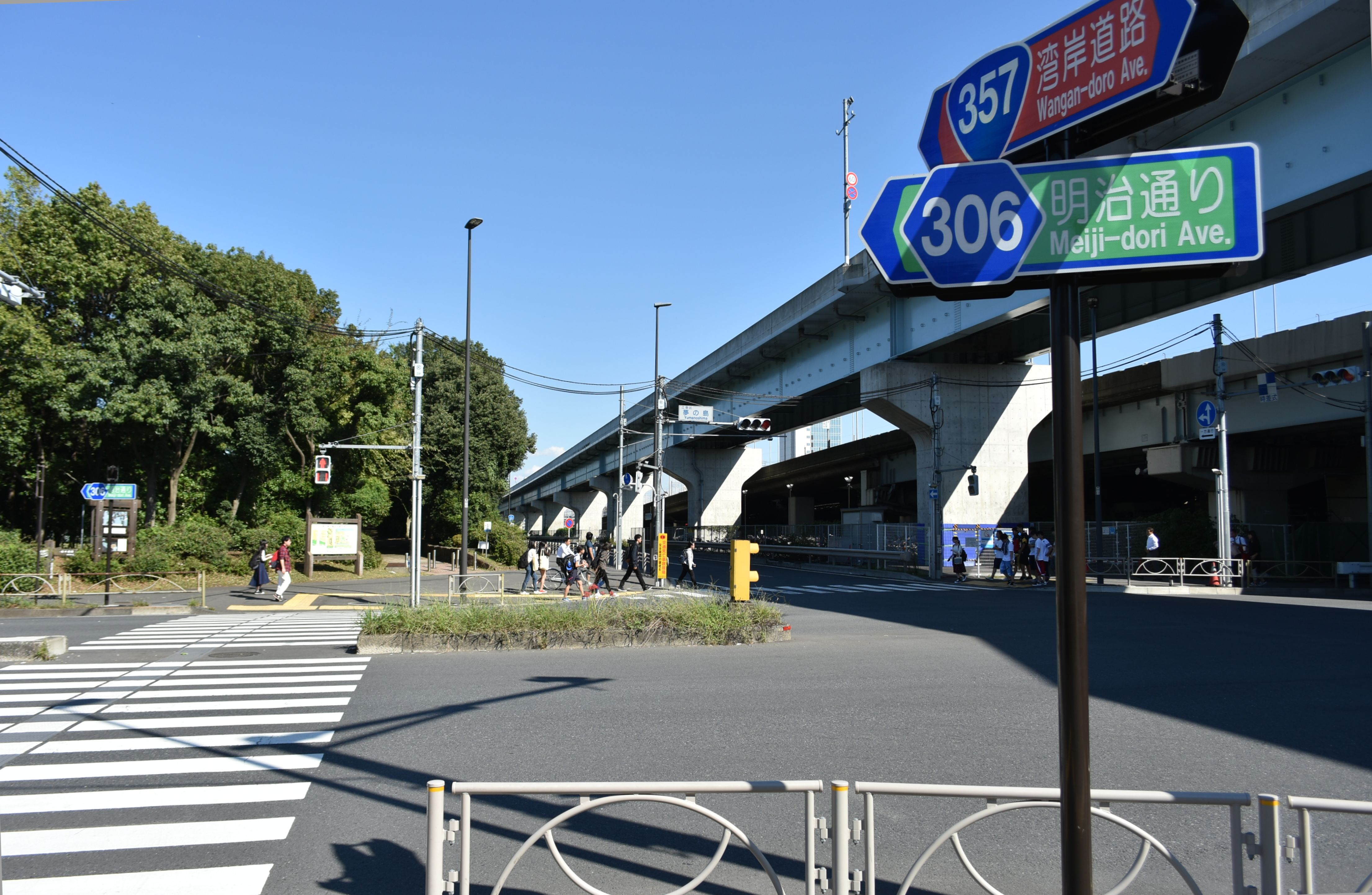
夢の島交差点（2018年9月28日撮影）

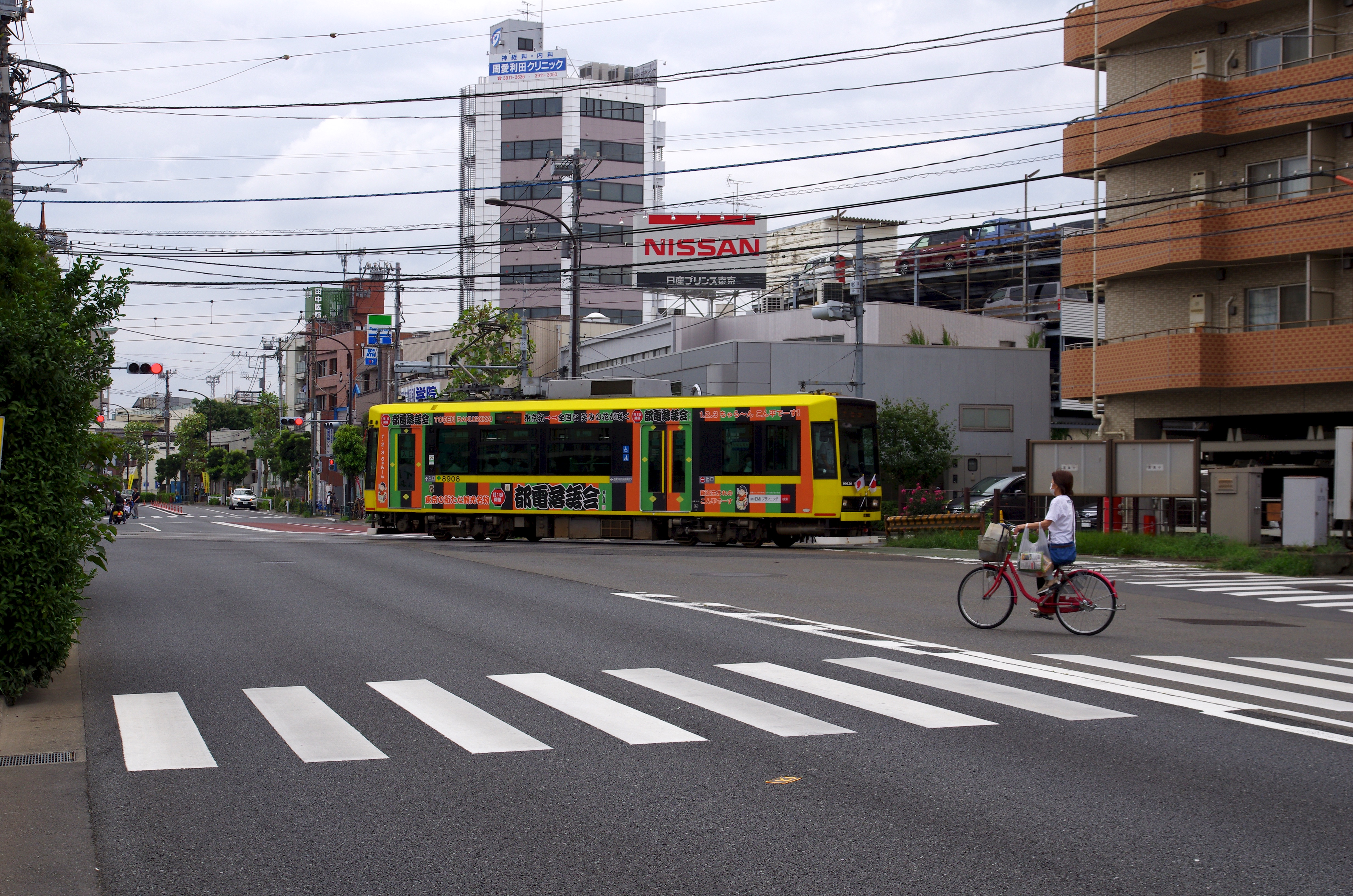
梶原停留場付近 (北区)で都道306号王子千住夢の島線支線、都電荒川線と交差
(2020年9月21日撮影)

田端新町一丁目 東京都道58号台東川口線（尾久橋通り）

　　| （環状5の2号線）

宮地 尾竹橋通り

　　|

大関横丁 国道4号（昭和通り、日光街道）

　　|

白鬚橋東詰 東京都道461号吾妻橋伊興町線（墨堤通り）

　　|

東向島 国道6号（水戸街道）

　　|

小村井 東京都道476号南砂町吾嬬町線（丸八通り）

　　|

福神橋（亀戸四丁目） 浅草通り

　　|

亀戸四丁目 蔵前橋通り

　　| この区間は、日曜日及び祝日の正午から午後5時までは歩行者天国となる。

亀戸駅前 国道14号（京葉道路）

　　|

江東区民センター前 東京都道・千葉県道50号東京市川線（新大橋通り）

　　|

境川 清洲橋通り

　　|

南砂四丁目 葛西橋通り

　　|

日曹橋 永代通り

　　|

夢の島 国道357号（湾岸道路）

## バイパス

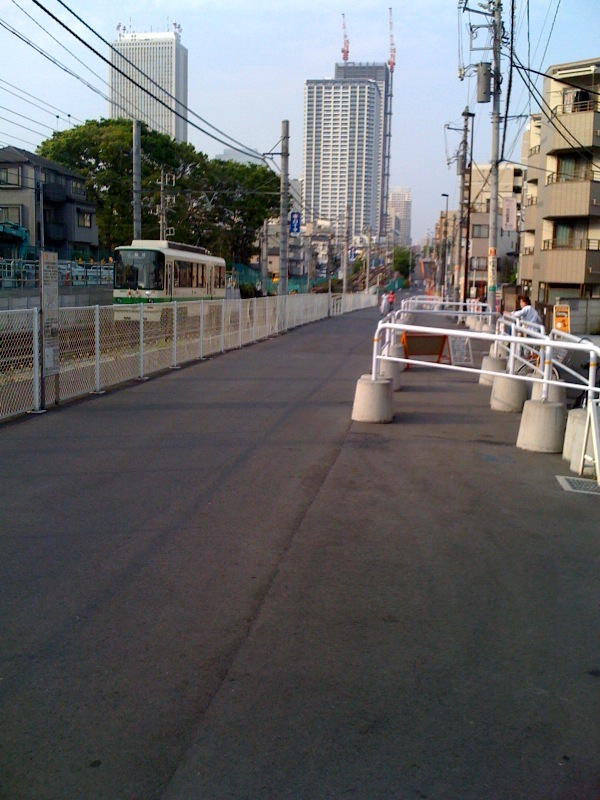
都電荒川線鬼子母神前停留場付近に確保されている道路用地

- 新宿駅周辺の、甲州街道、新宿通り、靖国通りと交差する混雑の著しい新宿4丁目交差点等をバイパス。
新宿六丁目から千駄ヶ谷までを迂回する経路。
2022年（令和4年）12月3日に開通した[9][10]。甲州街道以南の区間は、内回りが地上、外回りが「千駄ヶ谷ぎょえんトンネル」経由の2層構造となっており（トンネルは原動機付自転車通行禁止）、道なりに進行するとバイパスを通るように改修された。ただし、このバイパスには道路通称は設定されていない。地上には歩道も道路両端に新設された。

以下は整備中区間。
- 池袋駅をバイパス。
池袋六又陸橋から千登世橋までを迂回する経路。
既に六又陸橋から東池袋交差点までの区間（首都高高架下）は開通しており、残る千登世橋までの区間は2028年3月開通を目標に工事が進められている[11]。地上部と地下部にそれぞれ片側1車線の二層構造となり、地上部は都電荒川線を挟む形（センターリザベーション）で目白通りに接続する。地下部はそのまま千登世橋を過ぎた千登世橋中学校付近で本線に合流する。
既に開通している区間は地上部（側道にあたる）だが、片側1車線+停車帯の部分があり、細々とした信号が多い上、南側は明治通り本線と接続していない。一方、本線は東池袋交差点の南と明治通り本線とをトンネル（地下部）で直結するが、上述の通りトンネルは片側1車線であり、バイパス道路の交通容量を確保しているとは言い難い。